# Livry (Calvados)
Livry é uma ex-comuna francesa na região administrativa da Normandia, no departamento de Calvados. Estendeu-se por uma área de 23,77 km². Em 2010 a comuna tinha 782 habitantes (densidade: 32,9 hab./km²).
Em 1 de janeiro de 2017 foi fundida com as comunas de Caumont-l'Éventé e La Vacquerie para a criação da nova comuna de Caumont-sur-Aure.